# PyMOL
PyMOL è un software libero di grafica 3D utilizzato per la rappresentazione di biomolecole in biochimica e bioinformatica. Oltre all'uso più importante nella biologia strutturale, formati di dati comuni consentono a PyMOL di girare su sistemi operativi diversi, con un rendering della grafica di alta qualità. La parte iniziale del nome, Py, si riferisce al linguaggio di programmazione Python utilizzato dal programma.
Oltre alle versioni per Linux, Microsoft Windows e macOS sono disponibili anche versioni per IRIX e Solaris. Il programma è di solito installato su singoli computer, ma può essere installato su un file server per una rete locale soprattutto su Linux e Unix.

## Storia
PyMOL è stato sviluppato dal biofisico statunitense Warren Lyford DeLano a partire dal 1998 e reso disponibile su Internet nel 2000. La sua intenzione era di creare un piccolo programma gratuito di facile utilizzo per la ricerca accademica e l'industria farmaceutica allo scopo di produrre le immagini in 3D di molecole di piccole dimensioni e grandi proteine o acidi nucleici ad alta risoluzione. Un prerequisito per il successo di PyMOL era costituito dalla possibilità di essere utilizzato da diversi sistemi operativi. Con la fondazione della DeLano Scientific LLC nel 2003 PyMOL era stato commercializzato rinunciando alla strategia open source.
Nell'agosto 2006, la DeLano Scientific, rese disponibile il download controllato di una versione precompilata di PyMOL. L'accesso a queste versioni è controllato con l'acquisizione delle licenze. I prezzi della sottoscrizione variano a seconda della categoria in cui rientra l'acquirente, ad esempio se l'utilizzo è previsto in ambito accademico piuttosto che industriale. Inoltre, è disponibile anche una versione gratuita di PyMOL, dove l'utente dà un contributo volontario di sponsorizzazione. In generale, è permesso l'uso libero da parte degli studenti e degli insegnanti in scuole e università.
L'8 gennaio 2010 il progetto PyMOL, dopo la morte di Delano, è stato acquistato dall'azienda Schrödinger LLC che continuerà a sostenere attivamente la comunità open source di PyMOL.